# Крупнов, Алексей Григорьевич
Алексе́й Григо́рьевич Крупно́в (22 августа 1919, Щекавцево, РСФСР — 23 октября 1994, Ногинск, Российская Федерация) — советский военнослужащий, участник Великой Отечественной войны, командир орудия, полный кавалер ордена Славы.

## Биография
Алексей Григорьевич Крупнов родился в деревне Щекавцево Богородского уезда Московской губернии, ныне Ногинского района Московской области, в крестьянской семье. Окончил 4 класса школы, работал на прядильно-ткацкой фабрике. С сентября 1941 года — на службе в Красной Армии. С 1941 года — на фронтах Великой Отечественной войны.
13 января  1945 года в бою вблизи хутора Петерайчен (20 км западнее г. Науяместис, Литва) командир орудия 659-го артиллерийского полка (221-я стрелковая дивизия, 39-я армия, 3-й Белорусский фронт) старший сержант Алексей Крупнов точным огнём подавил несколько миномётов противника, накрыл его НП, 2 пулемётные точки и поразил свыше 10 пехотинцев.
За мужество и отвагу, проявленные в боях, 22 января 1945 года старший сержант Крупнов Алексей Григорьевич награждён орденом Славы 3-й степени.
19 февраля 1945 года в бою в районе населённого пункта Моссинск-Поссиниск (15 км северо-западнее г. Кёнигсберг, ныне Калининград), действуя в составе того же полка, дивизии и Красной Армии (1-й Прибалтийский фронт), Алексей Крупнов орудийным огнём поддерживал стрелковые подразделения, отражавшие контратаки противника, и уничтожил свыше 10 гитлеровцев и пулемёт. 20 февраля 1945 года у населённого пункта Меденау (ныне Логвино Зеленоградского района Калининградской области) Алексей Крупнов уничтожил с подчинёнными до отделения вражеских солдат и подавил 2 пулемёта. 23 февраля 1945 года юго-западнее населённого пункта Меденау при отражении атаки противника подбил из орудия танк и вывел из строя около 10 гитлеровцев.
За мужество и отвагу, проявленные в боях, 14 марта 1945 года Крупнов Алексей Григорьевич награждён орденом Славы 2-й степени.
6 апреля — 7 апреля 1945 года в предместье г. Кёнигсберг расчёт орудия, действуя в составе того же полка, дивизии и Красной Армии (3-й Белорусский фронт), разрушил 2 дома с 3 пулемётными точками, уничтожил противотанковую пушку, подавил 81-мм миномёт и рассеял свыше взвода пехоты.
За мужество и отвагу, проявленные в боях, 15 мая 1946 года Крупнов Алексей Григорьевич награждён орденом Славы 1-й степени.
В 1946 году в звании старшины Алексей Крупнов был демобилизован. Жил в г. Ногинске. Умер 23 октября 1994 года. Похоронен на Ногинском городском кладбище № 1 (уч. 21).

## Награды
- Орден Отечественной войны 1 степени (11.03.1985)
- Ордена Славы 3-й степени (22.01.1945), 2-й степени (14.03.1945), 1-й степени (15.05.1946)
- медали СССР